# Де-Гевел (Гелдерланд)
Де-Гевел (нід. De Heuvel) — селище в нідерландській провінції Гелдерланд. Входить до муніципалітету Бюрен. Наразі у селищі нараховується близько 10 будинків.
Перша згадка про селище датується 1844 роком. Його назва перекладається як «пагорб».